# Рикалдоне
Рикалдоне (итал. Ricaldone) је насеље у Италији у округу Алесандрија, региону Пијемонт.
Према процени из 2011. у насељу је живело 395 становника. Насеље се налази на надморској висини од 292 м.

## Становништво
| 1931. | 1936. | 1951. | 1961. | 1971. | 1981. | 1991. | 2001. | 2011. |
| ----- | ----- | ----- | ----- | ----- | ----- | ----- | ----- | ----- |
| 1.351 | 1.292 | 1.042 | 995   | 850   | 705   | 677   | 687   | 675   |